# Byl jednou jeden polda
Byl jednou jeden polda je český komediální film, který v roce 1995 natočil režisér Jaroslav Soukup.

## Děj
Major Václav Maisner (Ladislav Potměšil) velí střední policejní škole. Od náměstka ministra vnitra (Miroslav Moravec) obdržel informaci, že v nově nastupujících nováčcích je inkognito agent FBI, který má za úkol sepsat zprávu o jeho učebních metodách „škola hrou“. Maisner se rozhodne agenta najít a tak se zaplétá do různých sporů a vtipných scének.

## Obsazení
| Ladislav Potměšil          | major Václav Maisner                 |
| Simona Krainová            | Simona Ptáčková (mluví Ljuba Krbová) |
| Miroslav Moravec           | náměstek                             |
| Jana Synková               | psycholožka Jiřina Kudláková         |
| Rudolf Hrušínský nejmladší | policista Robert                     |
| Květa Fialová              | Robertova teta                       |
| Tomáš Matonoha             | policista Štefan Světský             |
| Radim Kalvoda              | policista Josef Glaser               |
| Jaroslav Sypal             | poručík René Hrubec                  |
| Marcel Ochránek            | policista Petr (mluví Michal Dlouhý) |
| Ivan Gübel                 | poručík Kuře (mluví Jaromír Meduna)  |
| Petra Martincová           | policistka Boženka Vinklářová        |
| Eva Kuszniruková           | policistka Jana Pancířová            |
| Pavel Nový                 | Pancíř, otec Jany                    |
| Rudolf Hrušínský ml.       | patolog Slavíček                     |
| Oldřich Navrátil           | učitel těsnopisu                     |